# Desenvolvimento urbano no Brasil

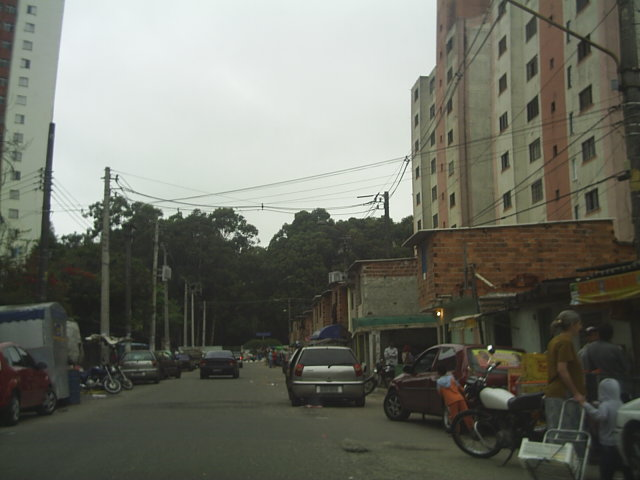
Contraste de construções regulares e ocupações irregulares são comuns nas cidades brasileiras

O desenvolvimento urbano é o ato de planejar o crescimento das cidades de forma a garantir o acesso seguro, justo e digno da população aos serviços urbanos, como mobilidade, infraestrutura, saúde, educação, qualidade ambiental, entre outros.

Um desenvolvimento urbano autêntico, sem aspas, não se confunde com uma simples expansão do tecido urbano e a crescente complexidade deste, na esteira do crescimento econômico e da modernização tecnológica. Ele não é meramente, um aumento da área urbanizada, mas (…) um desenvolvimento socioespacial na e da cidade.— 
Cabe ao Estado a responsabilidade  pelo desenvolvimento das zonas urbanas tendo em vista melhorar a qualidade de vida nas e das cidades. Para isso, o poder público municipal deve, inicialmente, realizar um diagnóstico de toda  zona urbana com o objetivo de identificar  os problemas e propor possíveis  soluções e formas de gestão mais sustentáveis.

Com a  Constituição Federal de 1988, foram estabelecidos alguns sistemas de  gestão  democrática em diferentes áreas da administração pública, como o planejamento participativo, que firma a cooperação no planejamento  local  das  associações  representativas como uma norma a ser observada pelos municípios (Art. 29, XII). Neste contexto, são criados nos municípios os Conselhos  de Desenvolvimento Urbano com o objetivo de viabilizar a gestão democrática das diretrizes urbanísticas. 

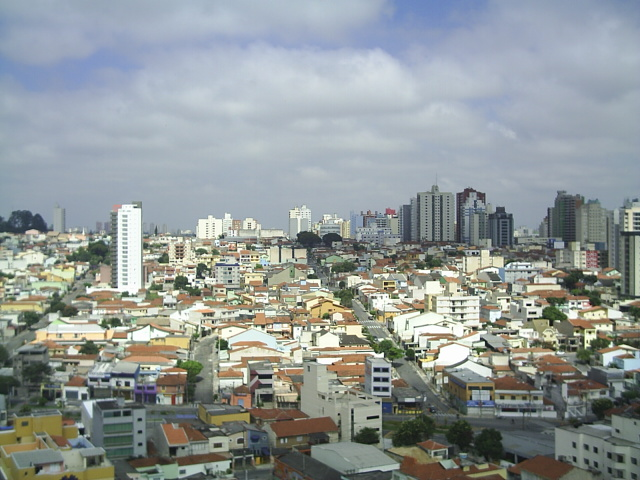
Crescimento populacional, verticalização e aumento da malha urbana.

## Conselhos municipais
No Brasil, o conselho municipal é o organismo que representa a sociedade civil na gestão da política urbana. Tem como objetivo estabelecer a comunicação entre a sociedade civil e a administração local. Ao se estabelecer como um espaço de participação democrática, o conselho permite a sociedade expor suas dúvidas e sugestões sobre o desenvolvimento urbano da cidade, além de possibilitar a sua participação na elaboração de acordos em diferentes questões. Criado através de lei municipal, o conselho tem, dentre outras, as funções de colaborar na elaboração de parecer técnico, implementação de diretrizes urbanísticas e de critérios aprovados por lei municipal alguns parâmetros devem ser adotados, são eles:
- Municípios que possuí ocupação territorial sob regularização de preservação ambiental, deverá ter uma atenção maior, fiscalização total destas áreas[3]
- Municípios que estejam com um crescimento ocupacional em crescimento o conselho deverá fiscalizar se esta sendo cumprida as leis de diretrizes urbanas (leis de uso e ocupação do solo) evitando uma possível segregação urbana, devido ao seu crescimento.[3]
- Municípios que terão instalações de industrias. terão seus conselhos monitorando a todo momento o uso do solo, poluição sonora e degradação ambiental, provocadas pelas instalações das indústrias.[3]

### Atribuições

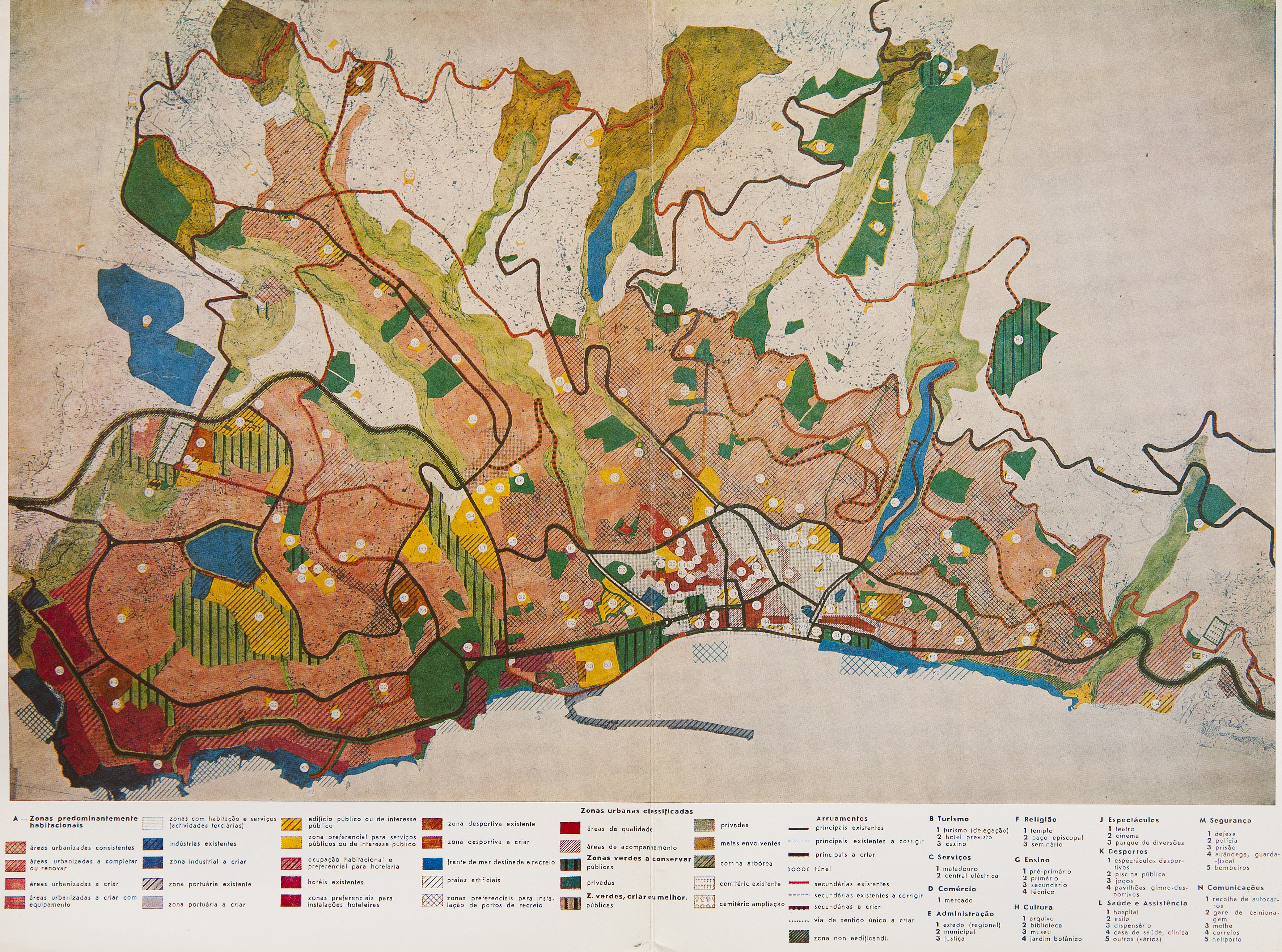
Plano diretor

Entre as principais atribuições do conselho municipal de desenvolvimento urbano, destacam-se:
- gestão de diretrizes municipais globais (plano diretor; lei de uso e ocupação do solo; lei de parcelamento; código de obras e eventuais  legislações  de  preservação ambiental) ;
- estabelecimento de diretrizes para a política urbana local;
- acompanhamento da elaboração de pareceres e Relatórios de Impacto Ambiental sobre projetos (públicos ou privados);
- fiscalização  da  aplicação  dos  recursos  conforme o orçamento municipal;
- acompanhamento da eficiência de atividades cotidianas da prefeitura, como a concessão de alvarás e habite-se, projetos urbanos, aprovação de loteamentos;
- estabelecimento de diretrizes para a política urbana local;
- organização de plenárias e audiências públicas, sempre que necessário, para a discussão de projetos e diretrizes do poder público;
- manutenção de canais de comunicação com outros órgãos da administração cujas competências influenciam na condução da política urbana local – incluindo outros conselhos garantindo assim unidade nas ações da prefeitura.